# Иван Унгаров
Иван Стойков Унгаров е български националреволюционер, участник в Априлското въстание (1876).

## Биография
Иван Унгаров е роден в Сопот през 1844 година. Учи във взаимното училище в града, което обаче не успява да завърши, тъй като заминава с баща си да работи като градинар в Унгария, откъдето придобива и фамилното си име — Унгаров.
През 1875 г. отива на работа, пак като градинар, в Румъния, където се включва в живота на българската политическа емиграция. При набирането на доброволци за четата на Христо Ботев се записва като един от първите ѝ четници. Участва в Ботевата чета до разгрома ѝ.
След боя при Околчица Иван Унгаров попада в плен, съден в Русчук и е осъден на доживотно заточение. Първоначално излежава присъдата си в Метерхането в Цариград, а след това е заточен в крепостта Акра в Палестина.
По силата на Санстефанския мирен договор е освободен през 1878 година. Прибира се в България, където взима участие в обществения живот на родния си град Сопот до смъртта си на 12 август 1915 г.